# 维托尔德·卢托斯瓦夫斯基
维托尔德·罗曼·卢托斯瓦夫斯基（波蘭語：Witold Roman Lutosławski；1913年1月25日—1994年2月7日）是波兰作曲家和管弦乐指挥家。他是二十世纪欧洲主要的作曲家之一，在他去世前三十年间也是波兰的杰出音乐家之一。他的作曲作品包括四部交响曲、一部管弦乐协奏曲、一部弦乐四重奏以及一些器乐作品、协奏曲和声乐套曲，除此以外，他也是一位著名的指挥家。
早年，卢托斯瓦夫斯基在波兰华沙学习作曲和钢琴。他的早年作品受到波兰民间音乐的影响，但其中大部分作品在二战期间被毁。在二十世纪五十年代后期，他开始发展自己的独特作曲技法，从那时起，他的音乐融入了自创的从小范围的音程中建立和声的方法。其音乐作品虽采用多种复杂的现代音乐技巧，但始终富于真情实感和丰富的音乐效果。他也使用了自己自创的“機遇音樂”，主要表现是作品中的部份段落由演奏者隨機即興地演奏。
二战期间，卢托斯瓦夫斯基被德军俘虏，借机逃出后，他通过在华沙的酒吧弹钢琴谋生。二战后，在斯大林的统治时期，他的《第一交响曲》被批以形式主义之名，导致该作品只有精英才能欣赏。对此，卢托斯瓦夫斯基认为这种反形式主义是一种不合理的倒退，因此他始终努力保持自己的艺术完整性。在二十世纪八十年代，他对团结工会运动提供了艺术上的支持。他获得了许多国际奖项以及一些其它荣誉，1994年，他被授予波兰最高荣誉“白鹰勋章”。

## 生平

### 家庭與成長
维托尔德·卢托斯瓦夫斯基的父母是波蘭的贵族，他们一家在波兰的波德拉谢省沃姆扎县的德罗佐沃村（Drozdowo）擁有庄园。他的父親约瑟夫·卢托斯瓦夫斯基（Józef Lutosławski）参与了波兰的民族民主党（民族民主运动），而且他们一家与该党创始人之一罗曼·德莫夫斯基关系甚密，维托尔德·卢托斯瓦夫斯基就采用了创始人的名“罗曼”为中间名。1904年，约瑟夫在蘇黎世讀書時認識了玛丽亚·奥尔塞夫斯卡（Maria Olszewska），后来玛丽亚也成为了维托尔德·卢托斯瓦夫斯基的母亲。约瑟夫离开苏黎世后，在伦敦继续他的学业，毕业后担任波兰民族民主报纸《Goniec》的通讯员。1905年，约瑟夫回到华沙参与民族民主政治活动，并于1908年接管家庭庄园。维托尔德·卢托斯瓦夫斯基生于第一次世界大战爆发前夕，是他们家中三个兄弟中最年轻的一个。随着德国和俄罗斯1915年开始交战，不久普鲁士军队开始向华沙进发，维托尔德向东前往莫斯科避难。他的父亲约瑟夫仍在政治上保持活跃，准备组织波兰军团采取任何可能解放波兰的行动（1815年维也纳会议将华沙归为沙俄的一部分），而德莫夫斯基的策略是让俄罗斯保证新产生的波兰王国的安全。但是，1917年的二月革命推翻了沙皇的统治，随后的十月革命成立了苏维埃政府，并通过与德国签订《苏俄互不侵犯条约》实现了双方的和平。这之后，苏维埃政府將波兰人視為沙俄的同黨，导致卢托斯瓦夫斯基一家与苏维埃政府产生矛盾，最终布尔什维克逮捕了约瑟夫和他的兄弟玛丽安（Marian）。因此，虽然苏德两国在东方战线停止了战斗，维托尔德仍被阻止返回波兰。约瑟夫和玛丽安被关在位于莫斯科的布提尔卡监狱，5岁的维托尔德当时在那看望了他们。1918年9月，约瑟夫和玛丽安在审讯前被处决。
一战后，卢托斯瓦夫斯基一家回到了新成立的波兰共和国，却发现他们的财产被损毁了。维托尔德的父亲去世后，其他家庭成员对他的成长起了重要的作用，尤其是约瑟夫的同父异母兄弟卡齐米兹·卢托斯洛夫斯基（Kazimierz Lutosławski，一名牧师和政治家）。
维托尔德6岁时在波兰经历了为期两年的钢琴课程。后来因为苏波战争，他们一家离开华沙返回德罗佐沃村经营庄园，但经过几年不太成功的经营，他的母亲又回到了华沙，之后他的母亲当过医生，也翻译了几本英文童书。1924年，维托尔德进入了巴托高中（Batory High School），同时继续上钢琴课。当时，卡罗尔·席曼诺夫斯基《第三交响曲》的一场演出对他产生了深远的影响。1925年，他在华沙音乐学校开始了小提琴课程。1931年，他到华沙大学学习数学，次年他参加了敖德萨国立音乐学院的作曲课，在哪里他遇到了他唯一的作曲老师Witold Maliszewski（曾是尼古拉·里姆斯基-科萨科夫的学生）。经过学习，他在曲式方面奠定了坚实的基础，特别在奏鸣曲式乐章的作曲。1932年，他放弃了小提琴的学习。1933年，他停止了学习数学，而将精力集中在钢琴和作曲上。作为杰西·莱菲尔德（Jerzy Lefeld）的学生，1936年，他在音乐学院获得了钢琴演奏的文凭，他曾在音乐学院公开演奏了舒曼的托卡塔和贝多芬的第四钢琴协奏曲。而他的作曲文凭是在1937年由同一机构颁发的。

### 二戰時期

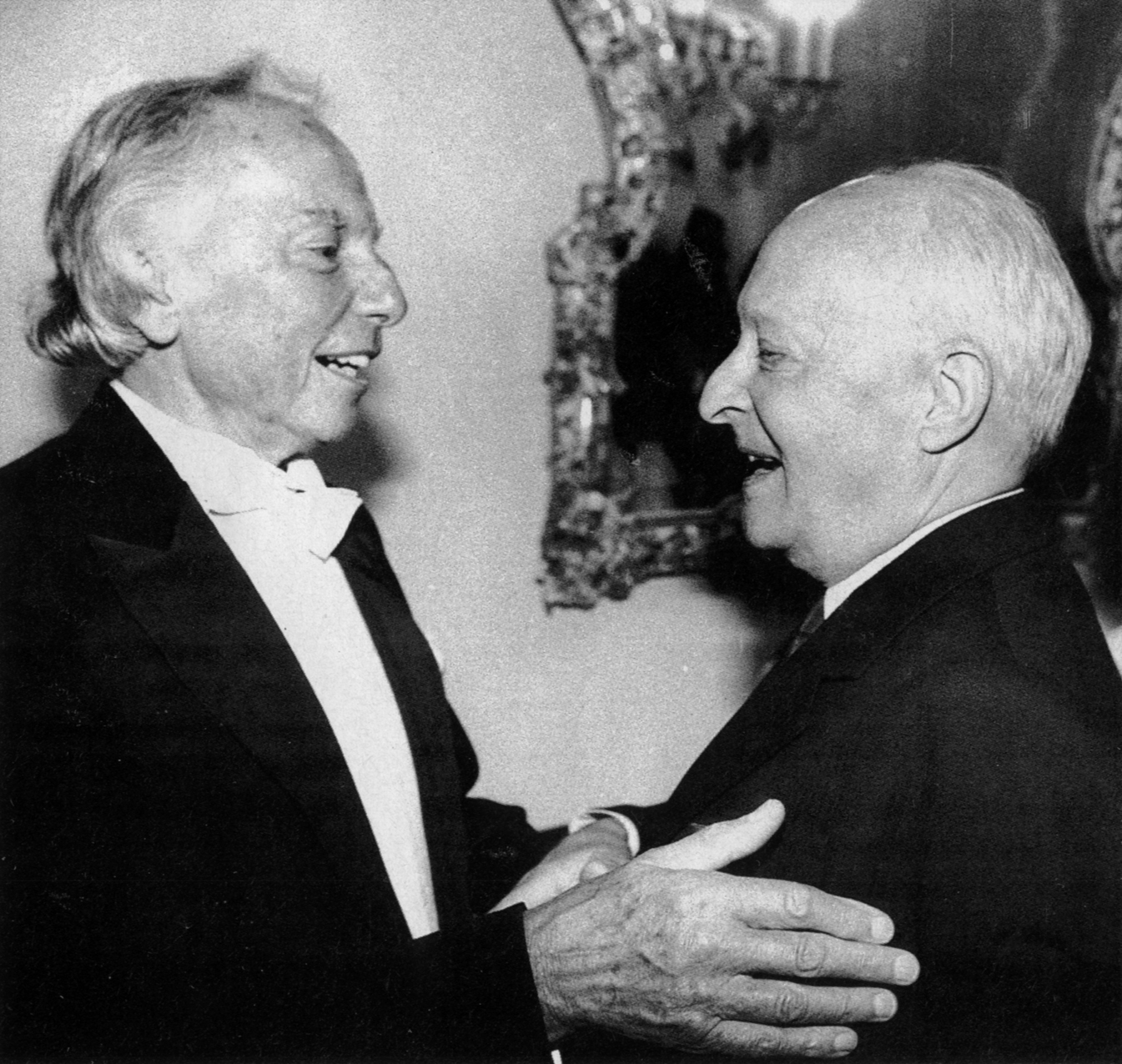
1990年，卢托斯瓦夫斯基（右）迎接他的老朋友安德热·帕努夫尼克（左）。

二战期间，卢托斯瓦夫斯基應召入伍，在波兰軍隊中擔當電台訊號員。同时他仍沒有放棄創作，他于1939年完成的作品「交響變奏曲」（Symphonic Variations）由菲度伯格（Fitelberg）指揮波兰广播交响乐团首演，并于1939年3月9日在广播中进行了播出。和大多数年轻的波兰作曲家一样，卢托斯瓦夫斯基本来希望到巴黎继续进修音乐，但到了1939年9月发生了纳粹德军入侵西波兰和苏联入侵东波兰，波兰被瓜分为东西两半，导致他继续学习音乐的计划被打破了。之后，卢托斯瓦夫斯基被调往克拉科夫军的无线电部队，不久被德军俘虏，但后来他在押送期间趁机逃走，并步行了四百公里路程逃回华沙。而其两个兄长不幸地被苏联士兵俘虏，后来在西伯利亚的劳改营中饿死。
为了谋生，卢托斯瓦夫斯基以编曲钢琴家的身份加入了“达纳乐团”（Dana Ensemble），并且在“齐米安斯卡咖啡厅”（Ziemiańska Cafe）唱歌。而后，他与作曲家朋友安德热·帕努夫尼克组成了钢琴二重奏，他们在华沙的咖啡馆一起演出。他们的演奏曲目广泛涵盖了他们自己创作的音乐，包括卢托斯奥夫斯基的第一首《帕格尼尼变奏曲》(Paganini Variations)，一首改编自帕格尼尼小提琴独奏的第24随想曲抄本。
在德國佔領下的華沙，卢托斯瓦夫斯基在卡巴莱餐馆和咖啡室里彈琴維生，他和另一位作曲家柏努夫尼克(Andrzej Panufnik)一起組成鋼琴二重奏，為這個組合撰寫了不少改編的作品，包括「帕格尼尼變奏曲」(Paganini Variations)。雖然德國政府禁止波蘭傳統音樂，他們亦有暗中創作一些反動的歌曲。而在Aria咖啡室演奏期間，卢托斯瓦夫斯基認識了他後來的妻子瑪利亞·波古瓦夫斯卡(Maria Danuta Bogusławska)。
1944年華沙起義，波蘭人企圖反抗納粹暴政，結果遭到殘酷鎮壓，華沙幾乎被夷為平地。卢托斯瓦夫斯基帶著母親逃走，只能夠帶著少量的樂譜，因此其戰前的作品大多數沒有留下來。到了四月，蘇聯接管了波蘭，卢托斯瓦夫斯基才再次回到已成瓦礫的華沙。

### 戰後
卢托斯瓦夫斯基在1941年就著手創作第一交響曲，戰爭時樂譜丟失，戰後他靠著草稿和記憶重新創作，終於在1948年首演。他亦曾為當時一齣關於戰後重建的默片創作了背景音樂「華沙組曲」。1945年他擔任波蘭作曲家聯會的秘書及財政。1946年他和瑪利亞結婚，瑪利亞幫助丈夫抄寫樂譜，對卢托斯瓦夫斯基是很大的支持。
1947年，隨著史達林上台後，東歐國家的政治環境越來越惡劣。波蘭工人黨開始對文藝作品政治審查，指現代音樂不符合「社會現實主義」路線。到了1948年，作曲家聯會已經被親政府人士佔據，卢托斯瓦夫斯基一度無法忍受政治審查，決定退出聯會。而其好友柏努夫尼克亦在這時期逃亡到英國。
卢托斯瓦夫斯基的第一交響曲上演時，被批評為形式主義。之後他有依隨黨的指示，創作符合「社會現實主義」的作品，其中一套兒歌得到政府頒發「首相獎」。但卢托斯瓦夫斯基意識到自己的創作並非純粹為了應付政治要求，是為了延續波蘭的藝術活動。
1954年他所創作的「管弦樂協奏曲」(Concerto for Orchestra)奠定了他作為二十世紀重要作曲家的里程碑，由當時剛成立的華沙愛樂樂團首演，並再次獲得國家的獎項。

### 晚年

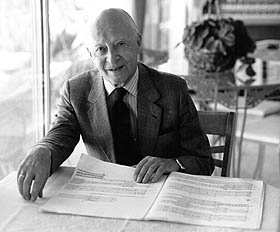
Witold Lutosławski in 1993.

## 音樂

### 機遇音樂
在1960年3月16日，在听波兰电台的新音乐广播时，他碰巧听到了约翰·凯奇的钢琴和管弦乐队曲。虽然他没有受到声音或音乐哲学的影响，但凯奇对不确定性的探索引发了他的思考，卢托斯瓦夫斯基找到了一种方法来保留他想要的和声结构，同时引入他正在寻找的自由。他的三首后奏曲被匆忙完成（他本打算写四首），他继续创作作品，探索这些新想法。
在Jeux vénitiens中，Lutosławski写了长篇段落，从而使其中合奏的部分不能完全同步。在指挥的提示下，每个乐器演奏者可能会被指示直接进入下一节，继续之前完成当前部分或停止演奏。通过这种方式，由“偶然”一词定义的作曲控制限制内的随机元素由作曲家仔细指导，他精确地控制了作品的架构和和声进行。卢托斯瓦夫斯基准确地标注了音乐；没有即兴创作，任何乐器演奏家都没有选择的余地，因此，音乐的最终呈现是可以被预见的。

他的弦乐四重奏中，Lutosławski只使用了四个器乐部分，拒绝将它们写在一个大谱表里，因为他担心这将意味着他希望垂直对齐的音符重合，就像传统注释的古典合奏音乐一样。在他的管弦乐中，这些符号问题并不那么困难，因为关于如何以及何时继续的指示是由指挥给出的。卢托斯瓦夫斯基称他成熟时期的这种技术为“有限的偶然音乐”。

## 外部連結
- Polish Music Center: Witold Lutosławski
- Witold Lutosławski's homepage at Chester Music （页面存档备份，存于）
- Culture.PL: Witold Lutosławski - a classic of 20th-century music Archive.today的存檔，存档日期2013-04-16
- Nancy Woo, Witold Lutosławski's Mi-Parti A Musical Essay in Sound Textures
- Performance (mp3) by McKeever Piano Duo  of Variations on a theme by Paganini